# Санта Марија (Ријети)
Санта Марија је насеље у Италији у округу Ријети, региону Лацио.
Према процени из 2011. у насељу је живело 118 становника. Насеље се налази на надморској висини од 927 м.